# Kóblic
Pour plus de détails, voir Fiche technique et Distribution.
Kóblic est un film policier historique argentino-espagnol réalisé par Sebastián Borensztein, sorti en 2016.

## Synopsis
Argentine, 1977. La dictature de la junte militaire assassine ses opposants, notamment dans les vols de la mort qui consistent à jeter des personnes dans le vide depuis un avion. Parce qu'il s'est révolté pendant une de ces "missions", Tomas Kóblic, pilote et capitaine dans l'aviation, est amené à prendre la fuite. Caché dans une petite ville du sud,  il est repéré par le policier local. Commence alors pour Kóblic, qui est tombé amoureux d'une jeune femme du village, une lutte pour sa survie...

## Fiche technique
- Titre original : Capitán Kóblic
- Réalisation : Sebastián Borensztein
- Scénario : Sebastián Borensztein et Alejandro Ocon
- Décors :
- Costumes : Cristina Menella et María José Lebrero
- Photographie : Rodrigo Pulpeiro
- Montage : Alejandro Carrillo Penovi et Pablo Blanco
- Musique : Federico Jusid
- Producteur : Sebastián Borensztein, Pablo Bossi, Juan Pablo Buscarini, José Ibanez, Axel Kuschevatzky et Mike Lejarza
  - Producteur exécutif : Barbara Factorovich
  - Producteur associé : Javier Beltramino et Mercedes Gamero
- Production : Antena 3, Gloriamundi Producciones, Pampa Films et Telefe
- Distribution : Bodega Films
- Pays de production :  Argentine et  Espagne
- Format : couleur
- Genre : Film policier historique
- Durée : 92 minutes
- Dates de sortie :
  - Argentine : 14 avril 2016
  - Espagne : 29 avril 2016
  - France : 5 juillet 2017

## Distribution
- Ricardo Darín : Kóblic
- Oscar Martinez : Velarde
- Inma Cuesta : Nancy

## Accueil

### Accueil critique
L'accueil critique est positif : le site Allociné recense une moyenne des critiques presse de 3,3/5, et des critiques spectateurs à 3,2/5. 
Guillemette Odicino de Télérama écrit « le cinéma argentin n'en finit pas de revenir sur la dictature militaire. Le réalisateur choisit, cette fois, la forme du polar rural et du western, avec un « shérif » corrompu, une station-service en guise de saloon et un héros tourmenté. Atmosphère viciée, gueules patibulaires : Kóblic rappelle parfois les frères Coen ».